# Fuego en el mar
Fuego en el mar (en italiano: Fuocoammare, título internacional: Fire at Sea) es una película documental italiana de 2016 dirigida por Gianfranco Rosi. Ganó el Oso de Oro en el 66° Festival Internacional de Cine de Berlín. La película fue nominada al Premio de la Academia a la Mejor Película Documental en la 89.ª edición de los Premios de la Academia.También fue seleccionada como la entrada italiana a la Mejor Película en Lengua Extranjera en los premios, pero no fue nominada en esa categoría.

## Descripción general
La película se rodó en la isla siciliana de Lampedusa durante la crisis migratoria europea y sitúa la peligrosa travesía del Mediterráneo de los inmigrantes en el contexto de la vida cotidiana de los isleños. Los personajes principales son un niño de doce años de una familia de pescadores locales y un médico que atiende a los migrantes a su llegada. En su discurso de aceptación del premio Oso de Oro, Rosi afirmó que su intención era crear conciencia sobre la situación de los migrantes y dijo: "No es aceptable que la gente muera cruzando el mar para escapar de las tragedias".

## Recepción
La película tiene una calificación del 95% de Rotten Tomatoes, basada en 93 reseñas con una calificación promedio de 7.82 sobre 10. El consenso crítico del sitio web afirma: "Fuego en el mar ofrece una mirada clara pero empática a un rincón del mundo cuyo terreno puede ser desconocido para muchos, pero cuya historia de gente sigue siendo universal". También tiene una puntuación de 87 sobre 100 en Metacritic, basada en 20 críticos, lo que indica "aclamación universal".